# Paul Nicolas
Paul Nicolas (4 de novembre de 1899 - 3 de març de 1959) fou un futbolista i entrenador de futbol francès que destacà als anys vint.
El seu principal club fou el Red Star Saint-Ouen. Amb la selecció francesa disputà dos Jocs Olímpics (1920 i 1924). Un cop retirat fou seleccionador francès.